# Сільвія Плішке
Сільвія Плішке (нім. Sylvia Plischke; нар. 20 липня 1977) — колишня австрійська тенісистка.
Найвищу одиночну позицію світового рейтингу — 27 місце досягла 21 червня 1999, парну — 78 місце — 8 січня 2001 року.
Здобула 2 одиночні та 1 парний титул.
Найвищим досягненням на турнірах Великого шолома був чвертьфінал в одиночному розряді.

## Фінали Туру WTA

### Парний розряд: 1 (1-0)
| Легенда: Before 2009               | Легенда: Starting in 2009 |
| ---------------------------------- | ------------------------- |
| Турніри Великого шлему турніри (0) |                           |
| Чемпіонати WTA (0)                 |                           |
| Tier I (0)                         | Premier Mandatory (0)     |
| Tier II (0)                        | Premier 5 (0)             |
| Tier III (0)                       | Premier (0)               |
| Tier IV & V (1)                    | International (0)         |

| Результат | Ранг | Дата              | Турнір                                     | Покриття | Партнерка        | Суперниці                 | Рахунок  |
| --------- | ---- | ----------------- | ------------------------------------------ | -------- | ---------------- | ------------------------- | -------- |
| Перемога  | 1.   | 12 листопада 2000 | Commonwealth Bank Tennis Classic, Малайзія | Тверде   | Генрієта Надьова | Лізель Губер Ванесса Вебб | 6–4, 7–6 |

## Фінали ITF

### Фінали в одиночному розряді (2-1)
| турніри $100,000 |
| турніри $75,000  |
| турніри $50,000  |
| турніри $25,000  |
| турніри $10,000  |

| Результат | Ранг | Дата           | Турнір                 | Покриття   | Суперниця у фіналі  | Рахунок у фіналі |
| Перемога  | 1.   | 27 червня 1993 | Загреб, Хорватія       | Ґрунт      | Рената Кохта        | 6–3, 6–0         |
| Перемога  | 2.   | 10 квітня 1994 | Лімож, Франція         | Тверде (i) | Наталі Герре-Спіцер | 1–6, 6–4, 6–2    |
| Поразка   | 3.   | 16 лютого 1997 | Калі (місто), Колумбія | Ґрунт      | Лаура Пена          | 6–7, 3–6         |

### Парний розряд (2-3)
| Результат | Ранг | Дата           | Турнір                           | Покриття  | Партнерка          | Суперниці у фіналі                     | Рахунок у фіналі |
| --------- | ---- | -------------- | -------------------------------- | --------- | ------------------ | -------------------------------------- | ---------------- |
| Поразка   | 1.   | 17 липня 1994  | Віго, Іспанія                    | Ґрунт     | Їтка Дубцова       | Паула Кабесас Емілі Вікейра            | 3–6, 4–6         |
| Поразка   | 2.   | 27 липня 1997  | Стамбул, Туреччина               | Тверде    | Марлен Вайнгартнер | Лаура Голарса Мерседес Пас             | 6–3, 3–6, 3–6    |
| Перемога  | 3.   | 14 грудня 1997 | Нойштадт-ан-дер-Донау, Німеччина | Килим (i) | Тіна Кріжан        | Емманюелль Курутше Софі Жорже          | 6–3, 6–3         |
| Перемога  | 4.   | 12 лютого 2002 | Саттон, Велика Британія          | Килим     | Драгана Зарич      | Марет Ані Галина Фокіна                | 7–5, 6–3         |
| Поразка   | 5.   | 9 червня 2002  | Галатіна, Італія                 | Ґрунт     | Бахія Мухтассен    | Едіна Галловіц-Халл Андрея Ехрітт-Ванк | 3–6, 2–6         |